# Juanicó
Juanicó ist eine Ortschaft in Uruguay im Westen des Departamento Canelones.

## Geographie
Juanicó liegt zwischen der rund fünf Kilometer nördlich gelegenen Departamento-Hauptstadt Canelones und dem südlich angrenzenden Barrio Remanso. Einige Kilometer westlich findet sich die Stadt Cerrillos, etwa sieben Kilometer östlich ist Villa Arejo gelegen. Im Osten Juanicós entspringt der Bach del Tajamar, der rund sechs Kilometer nördlich als linksseitiger Zufluss in den Arroyo Canelón Chico mündet.

## Geschichte
Erste Ansiedlungen gab durch Jesuiten im 18. Jahrhundert. Der Bauernhof kam 1830 in den Besitz des Don Francisco Juanicó aus Mahón. Von 1946 bis 1979 baute der damalige Eigentümer ANCAP hier Wein zur Herstellung von Cognac an. Heute ist das Establecimiento Juanicó eine Weingut für hochwertigen Wein.

## Infrastruktur

### Bildung
Juanicó verfügt mit dem 2004 gegründeten Liceo de Juanicó über eine weiterführende Schule (Liceo).

### Verkehr
Durch Juanicó führen die Eisenbahnstrecke Montevideo–Paso de los Toros und die Straße Ruta 5 in Nord-Süd-Richtung. Nördlich des Ortes betreibt DBCC Transport zwischen Straße und Bahnstrecke ein Bahnbetriebswerk.

## Einwohner
Die Einwohnerzahl von Juanicó beträgt 1.453. (Stand: 2023)
| Jahr | Einwohner |
| ---- | --------- |
| 1963 | 550       |
| 1975 | 662       |
| 1985 | 664       |
| 1996 | 662       |
| 2004 | 1.256     |
| 2011 | 1.305     |
| 2023 | 1.453     |

Quelle: Instituto Nacional de Estadística de Uruguay

## Söhne und Töchter Juanicós
- Felipe Rodríguez (* 1990), Fußballspieler